# Stigmatophorina
Stigmatophorina is een geslacht van vlinders van de familie tandvlinders (Notodontidae).

## Soorten
- S. hammamelis Mell, 1922
- S. sericea Rothschild, 1917